# 8 Pułk Huzarów (austro-węgierski)

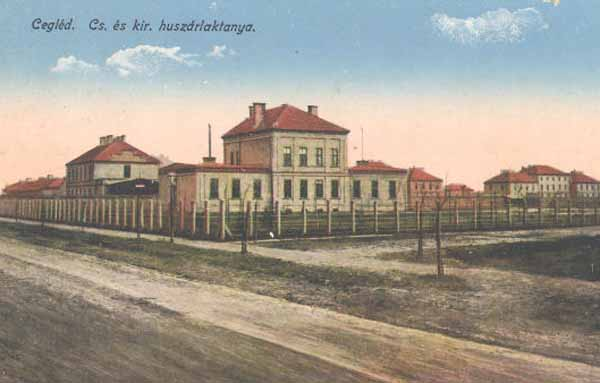
Koszary pułku w Ceglédzie

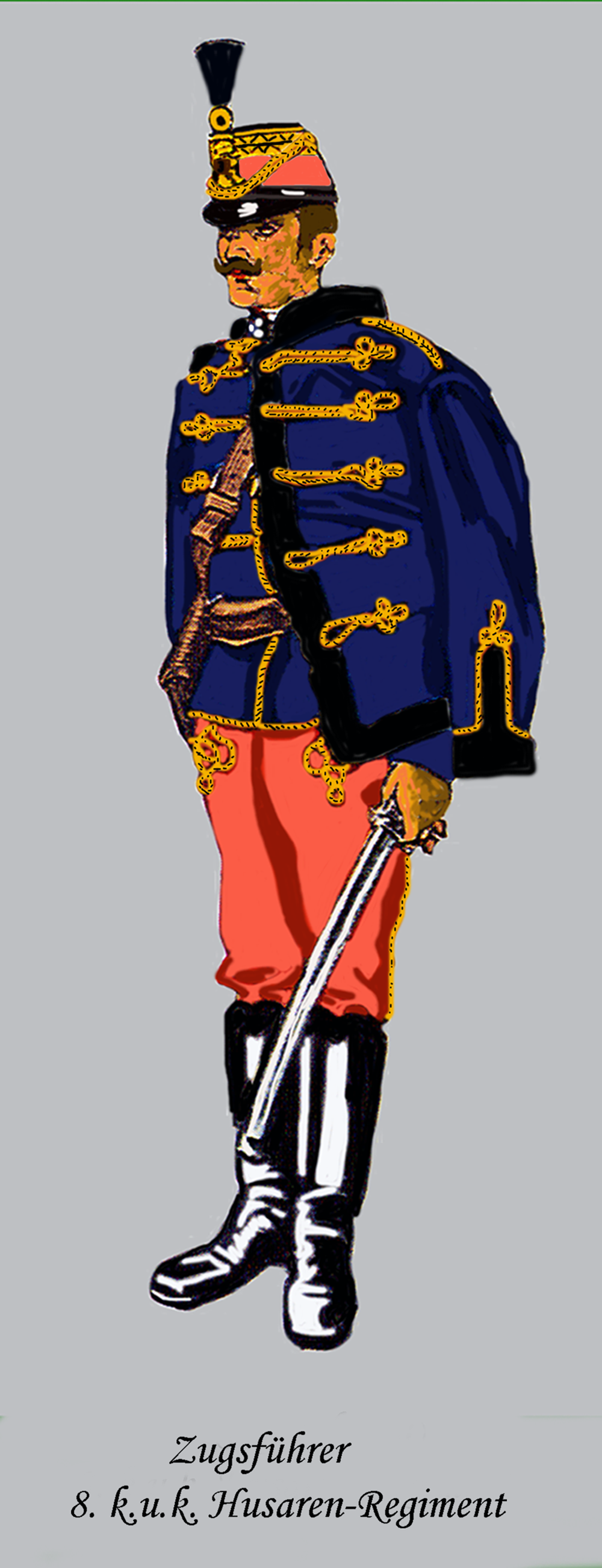
Zugsführer HR. 8

Pułk Huzarów Nr 8 (HR. 8) – pułk kawalerii cesarskiej i królewskiej Armii.

## Historia pułku
Pułk został utworzony w 1696 roku.
W 1889 roku pułk stacjonował na terytorium 13 Korpusu (komenda pułku razem z 1. dywizjonem w Rumie, 2. dywizjon w Vinkovci (węg. Vinkovce), natomiast kadra zapasowa stacjonowała w Osijeku (niem. Esseg) na terytorium 4 Korpusu, który był jego okręgiem uzupełnień. Pułk wchodził w skład 13 Brygady Kawalerii.
W 1890 roku pułk został przeniesiony na terytorium 3 Korpusu i włączony w skład 3 Brygady Kawalerii. Komenda pułku razem z 1. dywizjonem i kadrą zapasową stacjonowała w Klagenfurcie, natomiast 2. dywizjon w Seebach. Pułk nadal otrzymywał uzupełnienia z terenu 4 Korpusu. W 1893 roku 1. dywizjon stacjonował w Seebach, a 2. dywizjon w Klagenfurcie.
W 1898 roku pułk został przeniesiony na terytorium 10 Korpusu i włączony w skład 5 Brygady Kawalerii. Komenda pułku razem z 1. dywizjonem stacjonowała w Jarosławiu, a 2. dywizjon w Żukowie. Natomiast kadra zapasowa została przeniesiona do Suboticy (niem. Maria-Theresiopel) na terytorium 4 Korpusu.
W 1914 roku komenda pułku razem z 1. dywizjonem stacjonowała w Kecskemét, 2. dywizjon w Ceglédzie, a kadra zapasowa w Suboticy (węg. Szabadka). Pułk wchodził w skład 4 Brygady Kawalerii.
Żołnierze nosili attylę ciemnoniebieską, a guzy do pętlic („oliwki”) były złote; czako –  czerwone.

## Organizacja pokojowa pułku
- Komenda
- pluton pionierów
- patrol telegraficzny
- Kadra Zapasowa
- 1. dywizjon
- 2. dywizjon

W skład każdego dywizjonu wchodziły trzy szwadrony liczące 117 huzarów. Stan etatowy pułku liczył 37 oficerów oraz 874 podoficerów i żołnierzy.

## Szefowie pułku
Kolejnymi szefami pułku byli:
- GdC Michael von Kienmayer (1802 - †28 X 1828)
- GdC Ferdinand Georg August von Sachsen-Coburg-Saalfeld-Koháry, Graf von Sorbenberg (1828 – †27 VIII 1851),
- elektor Hesji-Kassel Fryderyk Wilhelm I (1851 – †6 I 1875),
- GdC Alexander von Koller (1875 – †29 V 1890),
- FML Andreas Pálffy ab Erdöd (1890 – †14 IV 1902),
- książę, generał kawalerii Alois Rudolf Esterházy von Galántha (1903 – †25 X 1912),
- GO Karl Tersztyánszky von Nádas (od 1913).

Drugim szefem pułku był generał kawalerii Nikolaus von Liechtenberg-Schneeberg (1852 – †6 V 1871).

## Komendanci pułku
- płk Gustav von Szakonyi (1899 – 1895 → komendant 11 Brygady Kawalerii[7])
- płk Alexander Maria von Alexander (1895[8] – 1900 → komendant 12 Brygady Kawalerii)
- płk Emil Albrecht von Várkony (1901 – 1903)
- płk Liborius Kunzl (1903 – 1906 → urlopowany)
- płk Ferdinand Maria Anton von Bissingen und Nippenburg (1906 – 1911 → inspektor wojskowy królewsko-węgierskich zakładów hodowli koni)
- ppłk / płk Adalbert Fluck von Raggamb (1911 – 1915 → 13 Brygady Kawalerii)